# Die heiligen drei Brunnen
Die heiligen drei Brunnen ist ein früher  deutscher Tonfilm aus dem Jahre 1930 von Mario Bonnard mit Luis Trenker, Betty Bird und Boris de Fast in den Hauptrollen. 

## Handlung
Einst zog der Älpler Christomanus als junger Mann von seinem Dorf in die Ferne hinaus, um sein Glück anderswo zu versuchen. Nun kehrt er als studierter und anerkannter Ingenieur zurück. Im Gasthaus „Zum Weißen Hirsch“ seines alten Jugendfreundes Louis kehrt er ein und findet dort Obdach. Mit Schrecken muss Christomanus feststellen, dass aus Louis ein verkommener Trunkenbold geworden ist, der zu allem Überfluss auch noch seine hübsche junge Frau Pia ausgesprochen schlecht behandelt. Christomanus unternimmt eine Wanderung durch die Berge und entdeckt ein unterirdisches Flussbett. Dem Ingenieur kommt sogleich die Idee, hier vor Ort einen von unterirdischen Wassern, den „heiligen drei Brunnen“ gespeisten Staudamm zu errichten, um für seine Gemeinde und die Umgebung die Energieversorgung zu sichern. So gleich macht er sich mit den Vorbereitungen ans Werk.
Die umfangreichen Bauarbeiten erfordern den ganzen Einsatz des Ingenieurs, sodass er überhaupt nicht mitbekommt, dass Pia sich allmählich in ihn, den Heimkehrer, verliebt hat. Für sie verkörpert Christomanus die große, weite Welt, nach der sie sich schon immer gesehnt hat. Der recht schlicht gestrickte Louis bemerkt rasch Pias Schwärmerei und wird eifersüchtig. Von finsteren Gedanken geplagt, plant er, seinen alten Jugendfreund zu ermorden. Als er den Anschlag ausführt, kommt er jedoch durch eine Unachtsamkeit selbst ums Leben und bringt Christomanus ebenfalls in große Gefahr, aus der er jedoch entkommen kann. Der Ingenieur ist entsetzt darüber, was seine Heimkehr alles angerichtet hat und entschließt sich, das Bergdorf und die Region wieder zu verlassen und anderswo neue Aufgaben zu suchen. Pia weiß, dass Christomanus eines Tages zu ihr zurückkehren wird.

## Produktionsnotizen
Die heiligen drei Brunnen entstand zum Jahresbeginn 1930 und wurde in Staaken (Atelier) und in Tirol, der Hohen Tatra und in der Schweiz (Außenaufnahmen) gedreht. Der Film wurde am 28. Februar 1930 in Wien uraufgeführt. Die Berliner Premiere war am 16. April 1930 im Ufa-Palast am Zoo. Wann die Tonfilmversion anlief, ist derzeit nicht bekannt.
Viktor Skutezky hatte die Produktionsleitung, Heinrich C. Richter gestaltete die Filmbauten.
Der Film erhielt das Prädikat „volksbildend“.

## Kritiken
In Wiens Neue Freie Presse heißt es in der Ausgabe vom 5. März 1930: „Der Film schöpft aus dem Vollen, schwelgt in einer Symphonie schweizerischer Schönheit: enge, weltfremde Dörfer, breite Schneefelder, Bergkämme, mit gigantischen Felsschroffen, himmelstürmende glatte Steinwände, Abgründe, unerforschte Berglöcher, unterirdisch rauschende Wassermassen. Das alles lockt unwiderstehlich anziehend, gefährlich geheimnisvoll. In diese Mischung von Naturwundern und embryonaler Kultur … bricht der moderne Zeitgeist ein. (…) Die in dem malerisch großartigen Naturrahmen eingebaute schlichte Erzählung wird von kleinen erheiternden Episoden erwärmt. Darstellerisch an erster Stelle steht Luis Trenker; voran faszinierend in seinen bergsportlichen Leistungen, aber auch in der profilierten Nachzeichnung eines Mannes der exakt technischwissenschaftlichen Tat, der darüber an Menschlichem vorbeigeht. Bemerkenswert fortgeschritten im Gefühlsausdruck erscheint Betty Bird, die es hier nicht mehr dabei bewenden läßt, ihr schönes Äußeres sprechen zu lassen.“
Siegfried Kracauer hingegen ließ kaum ein gutes Haar an dem Film. In „Von Caligari zu Hitler“ mäkelte er, Fancks Vorlage sei ohne Ideen, konstatierte einen „pseudoheroischen Bombast“ brüllender Elemente, wundersamer Technologie und Stürme der Leidenschaft. Ferner spottete er, Trenkers Ingenieur Christomanus sei ein „hundertprozentiger Mann“, dem es lediglich an einer Ritterrüstung mangele.